# Psechrus hartmanni
Espèce
Psechrus hartmanni est une espèce d'araignées aranéomorphes de la famille des Psechridae.

## Distribution
Cette espèce se rencontre au Sri Lanka et en Inde au Tamil Nadu,.

## Description
La carapace de la femelle holotype mesure 6,9 mm de long sur 4,6 mm et l'abdomen 9,8 mm de long sur 7,4 mm et la carapace du mâle paratype mesure 5,6 mm de long sur 4,2 mm et l'abdomen 9,5 mm de long sur 2,8 mm.

## Étymologie
Cette espèce est nommée en l'honneur de Volker Hartmann.

## Publication originale
- Bayer, 2012 : « The lace-sheet-weavers – a long story (Araneae: Psechridae: Psechrus). » Zootaxa, no 3379, p. 1-170.